# Монте Петроњано (Арецо)
Монте Петроњано је насеље у Италији у округу Арецо, региону Тоскана.
Према процени из 2011. у насељу је живело 16 становника. Насеље се налази на надморској висини од 276 м.